# Josefův Důl (zámek)
Zámek Josefův Důl se nachází ve stejnojmenné obci na Mladoboleslavsku. Zámek je v soukromém vlastnictví, nevyužitý a v havarijním stavu. Od roku 1958 je chráněn jako kulturní památka.

## Historie
Roku 1763 do Josefova Dolu hrabě Joseph von Bolza (1719–1782) přestěhoval textilní výrobu z nedalekých Kosmonos. O 30 let později továrnu prodal Janu Josefu Leitenbergerovi, který vlastnil i továrnu v Zákupech. Neorenesanční zámek s barokním jádrem byl vybudován po roce 1860 jako sídlo textilního podnikatele Bedřicha Leitenbergera. Autorem projektu je pravděpodobně Ludwig Zettel, oranžerii navrhl architekt Edmund Trossin. Po tragické smrti syna barona Leitenbergera koupila v roce 1905 továrnu a domy v obci akciová společnost Cosmanos. O 15 let později přikoupila i zámek s parkem. V roce 1926 od ní zámek s parkem odkoupila obec. K roku 2020 je zámek v soukromém vlastnictví manželů Šutarových.
Zámek stál původně v anglickém parku, do nějž bylo obráceno jeho jižní průčelí. Na západní straně stával tropický skleník, jehož součástí byly i reprezentativní prostory pro hosty. Zbývá z něj pouze torzo.

## Fotogalerie

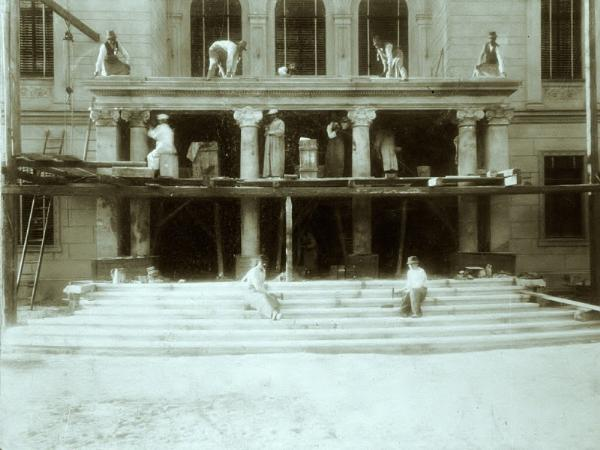
Rekonstrukce vstupu 1860
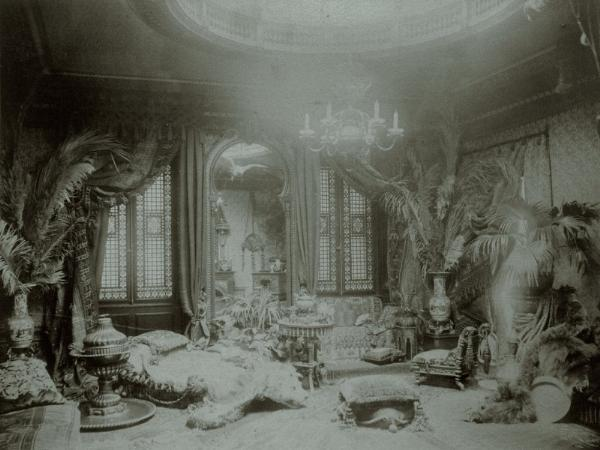
Exotický salon
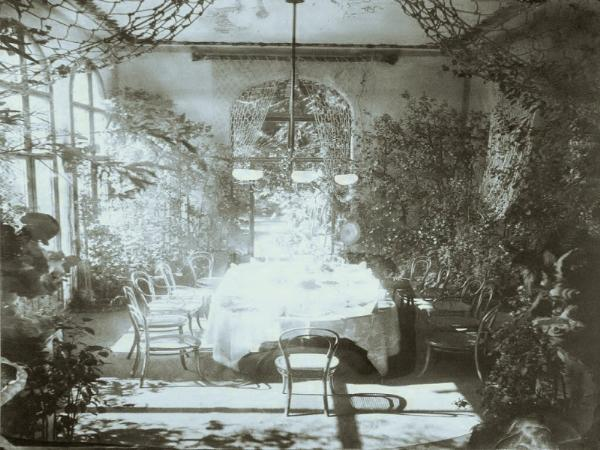
Reprezentativní část skleníku